# Gruișor, Mureș

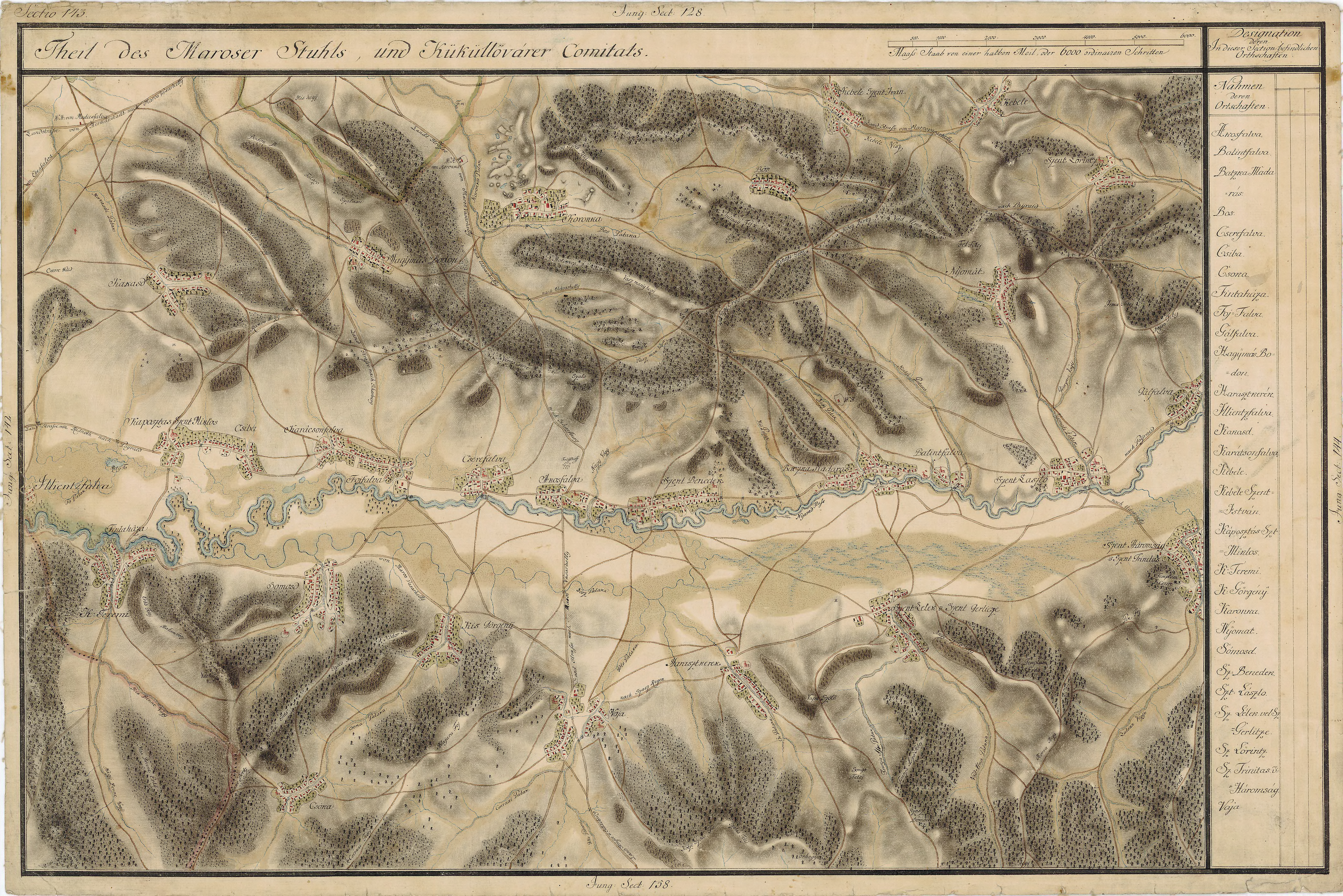
Gruișor în Harta Iosefină a Transilvaniei, 1769-73

Gruișor (maghiară Kisgörgény) este un sat în comuna Acățari din județul Mureș, Transilvania, România. Se află în partea de sud a județului,  în Podișul Târnavelor.

## Imagini

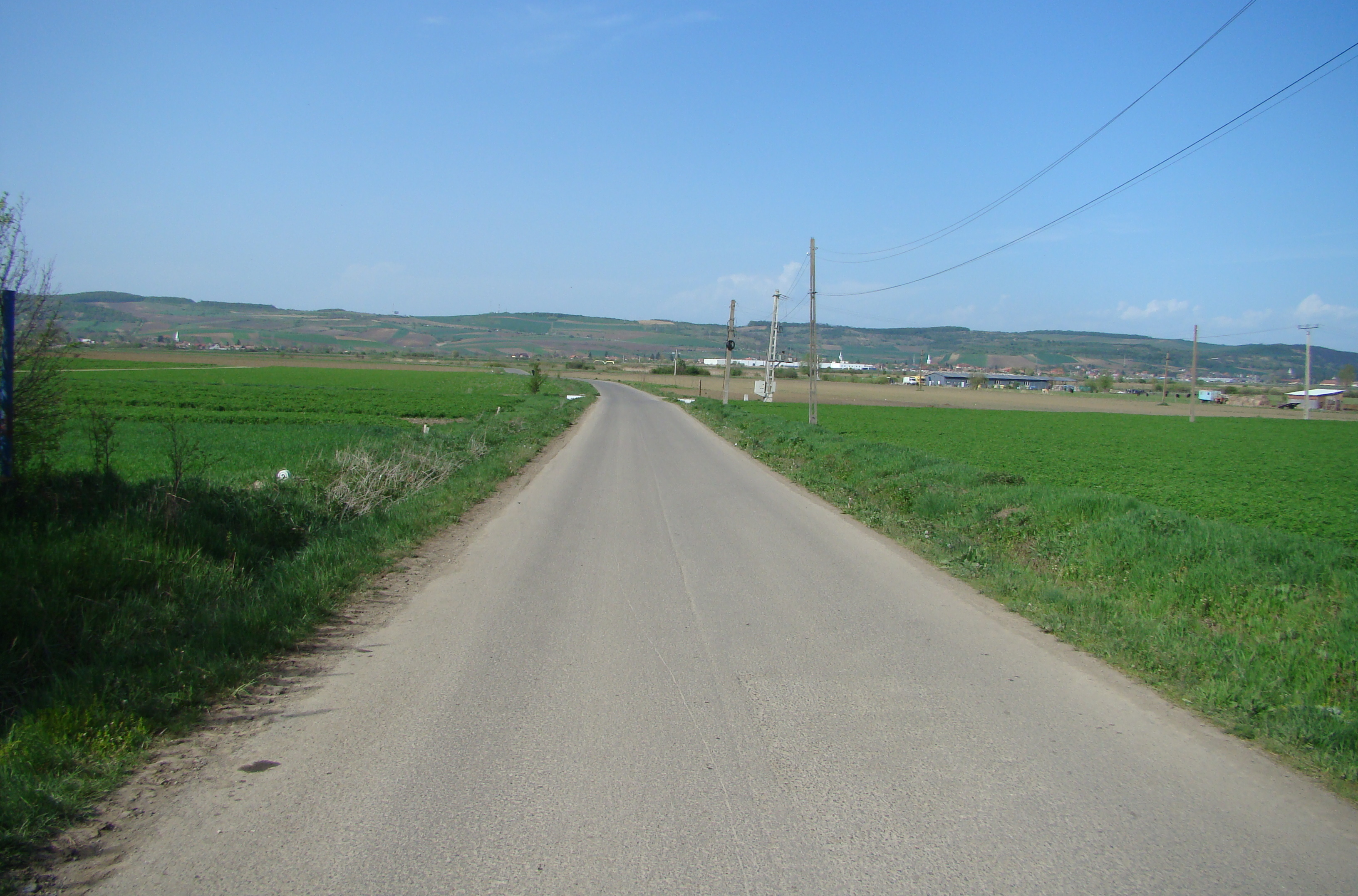
Drumul Acățari-Gruișor
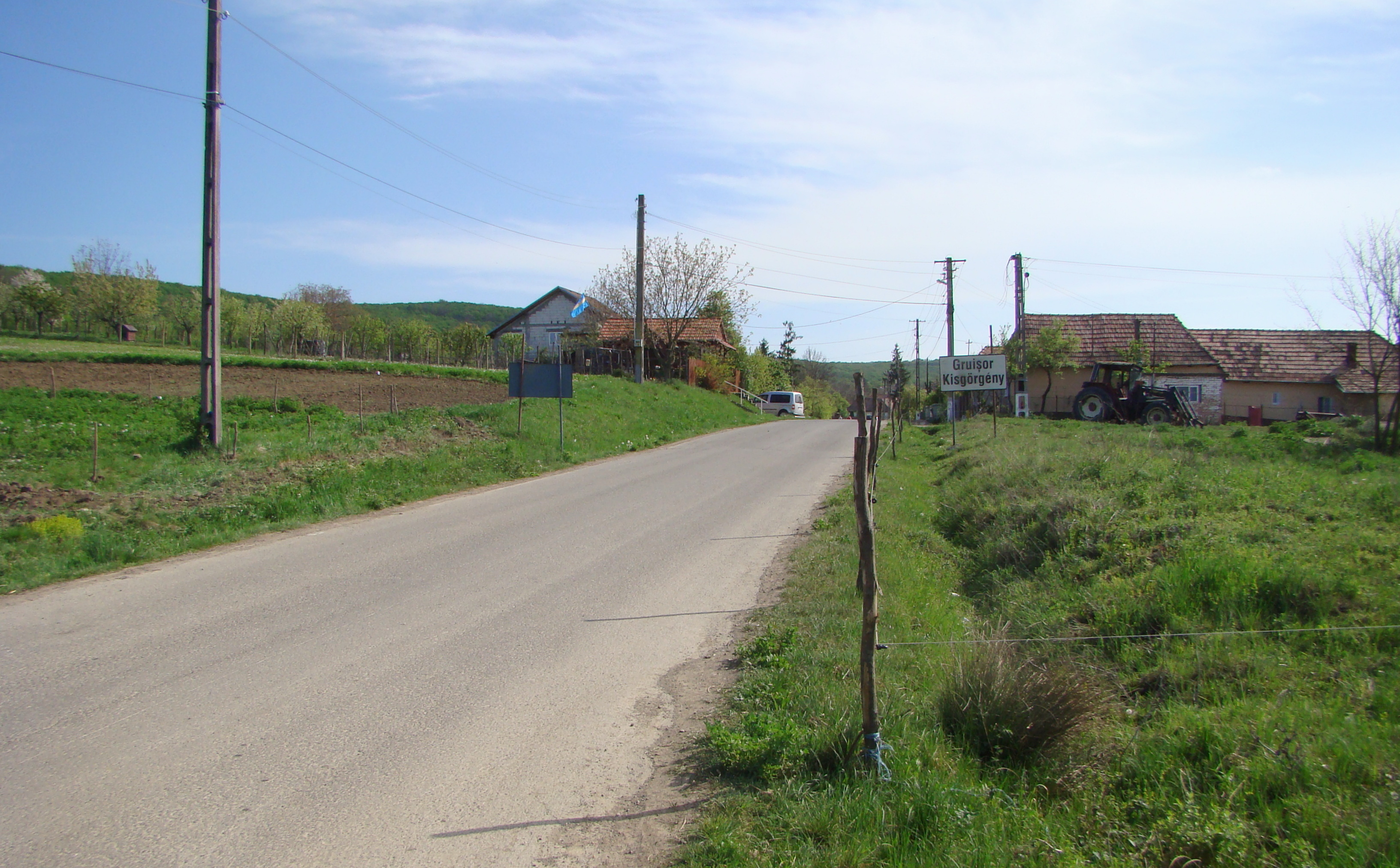
Intrarea în localitate
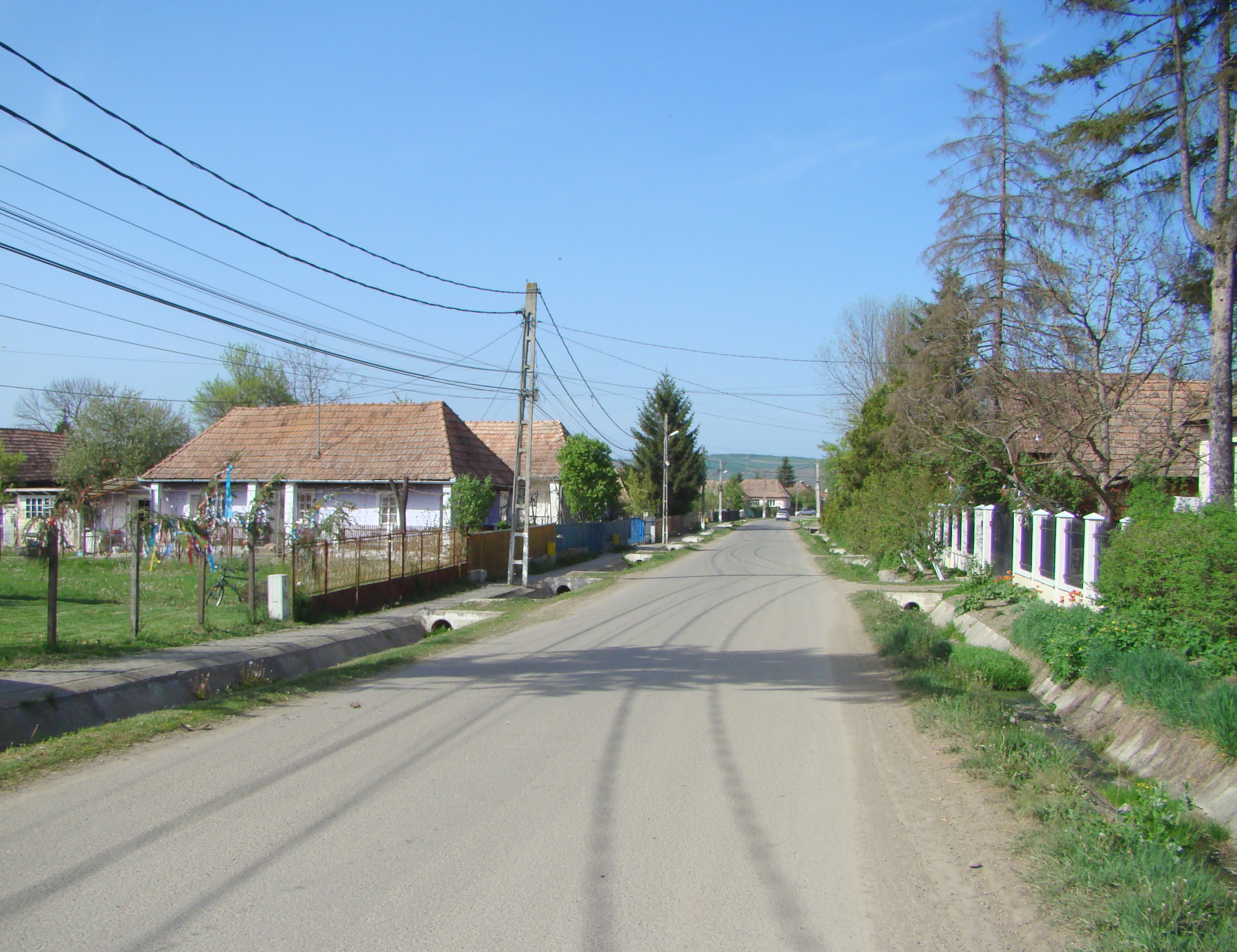
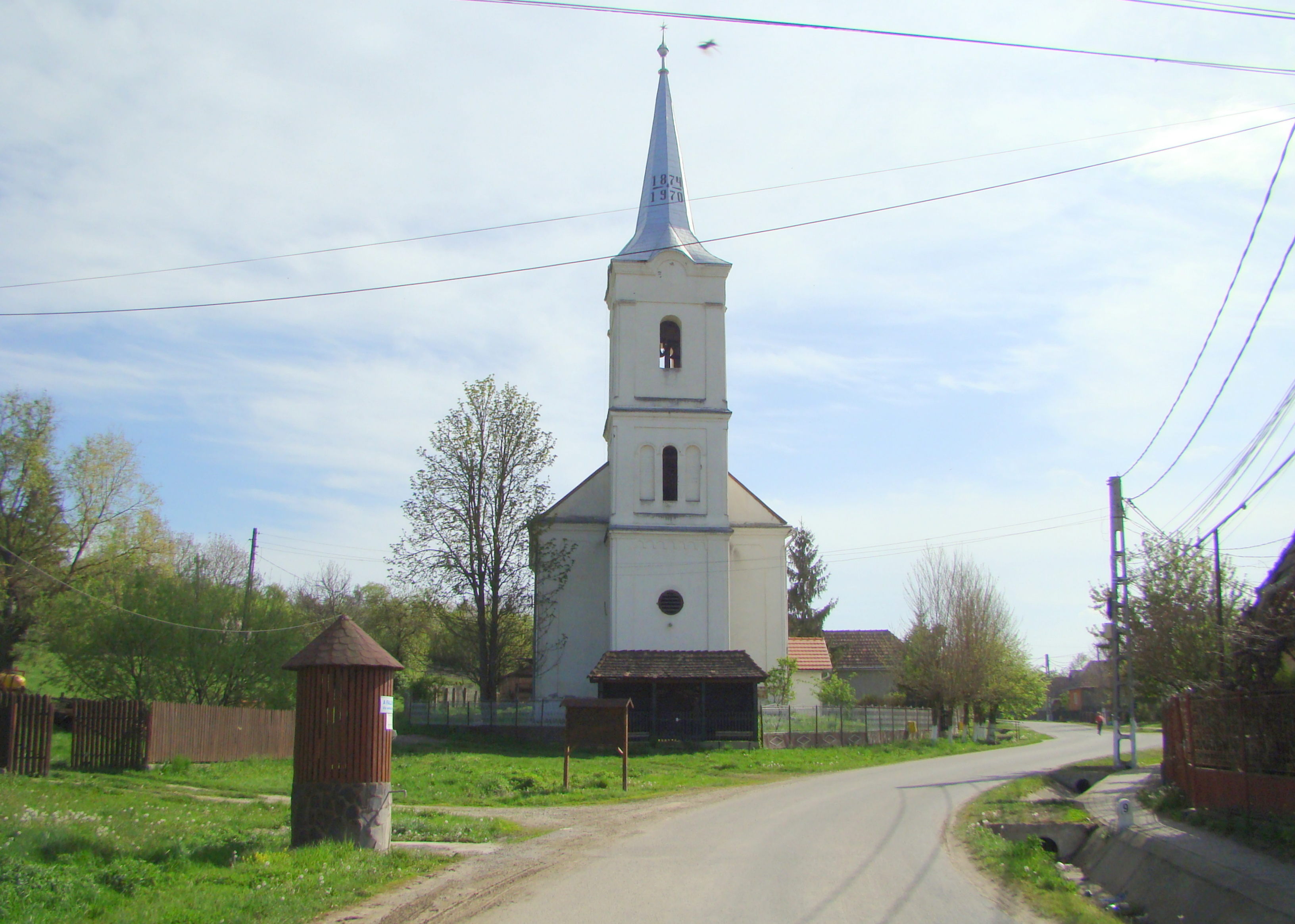
Biserica reformată (1884)
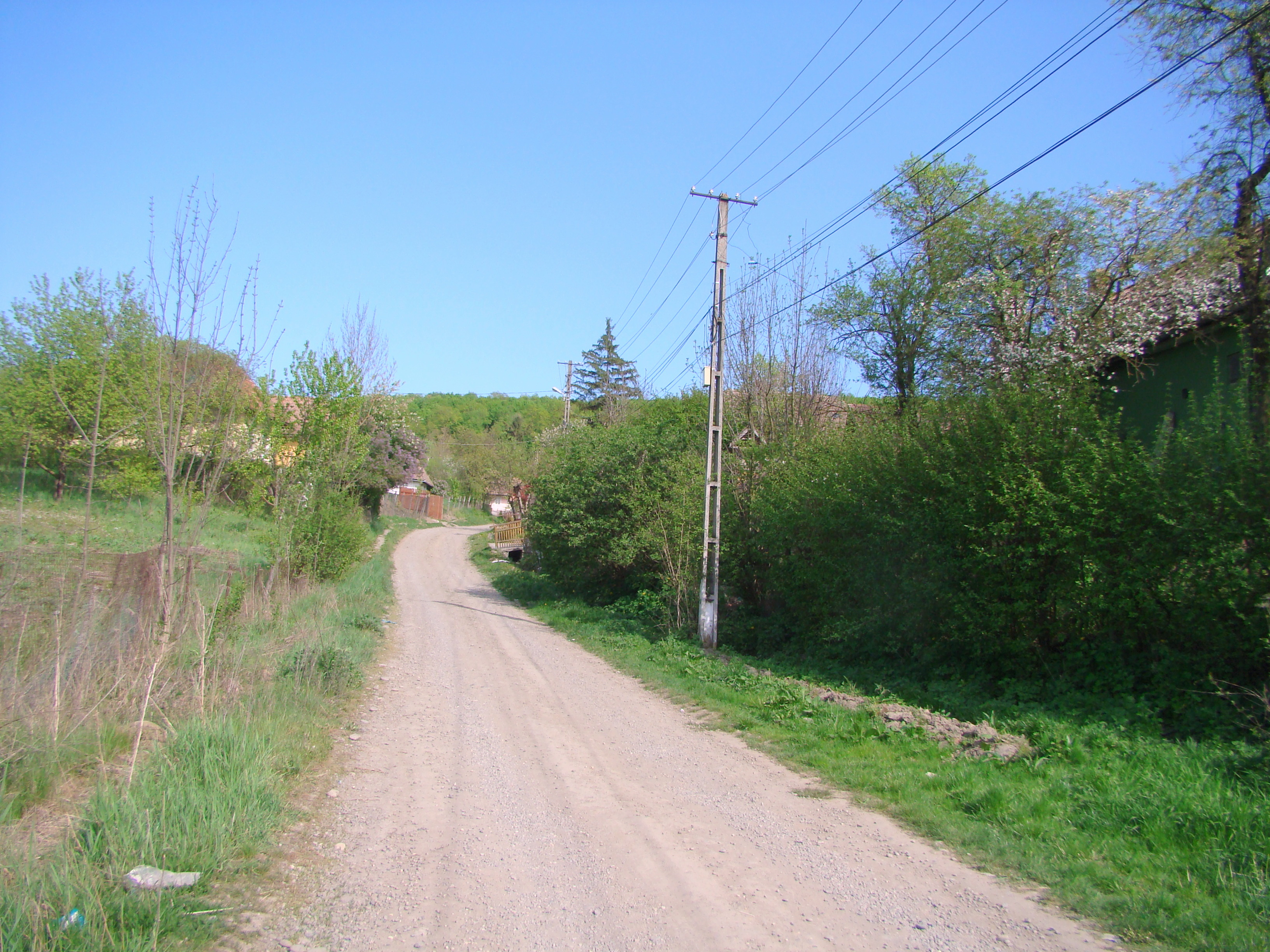
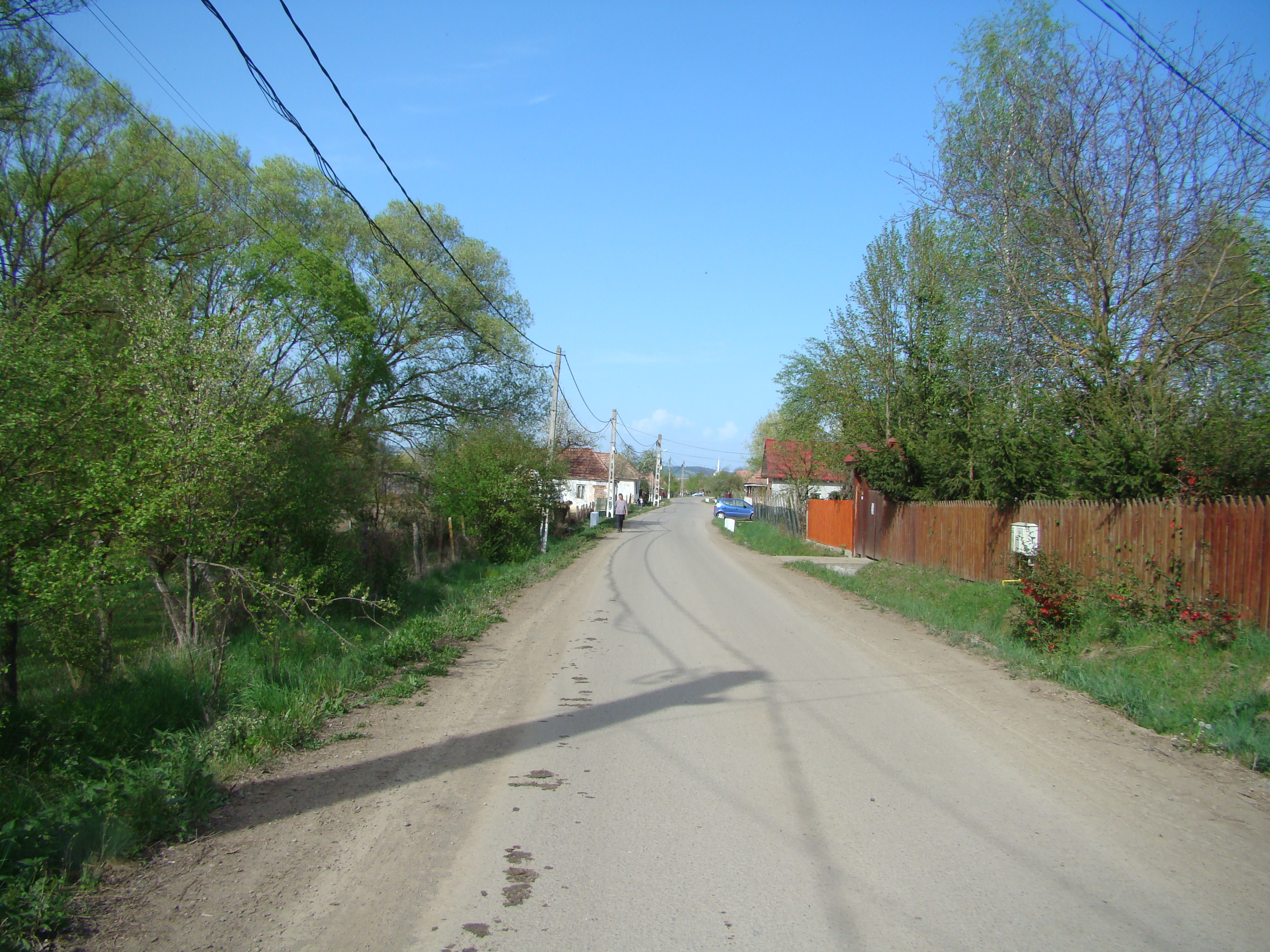
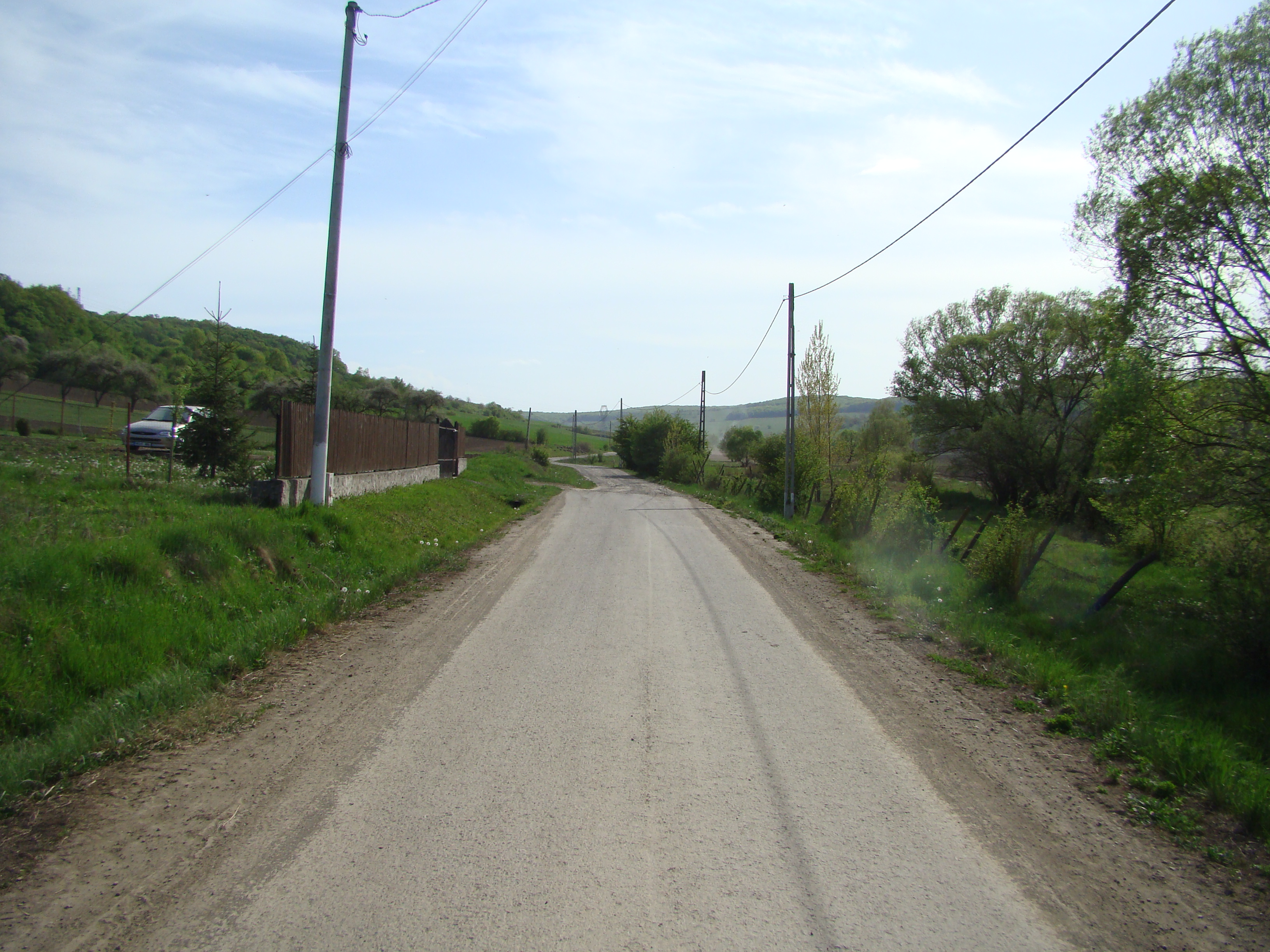
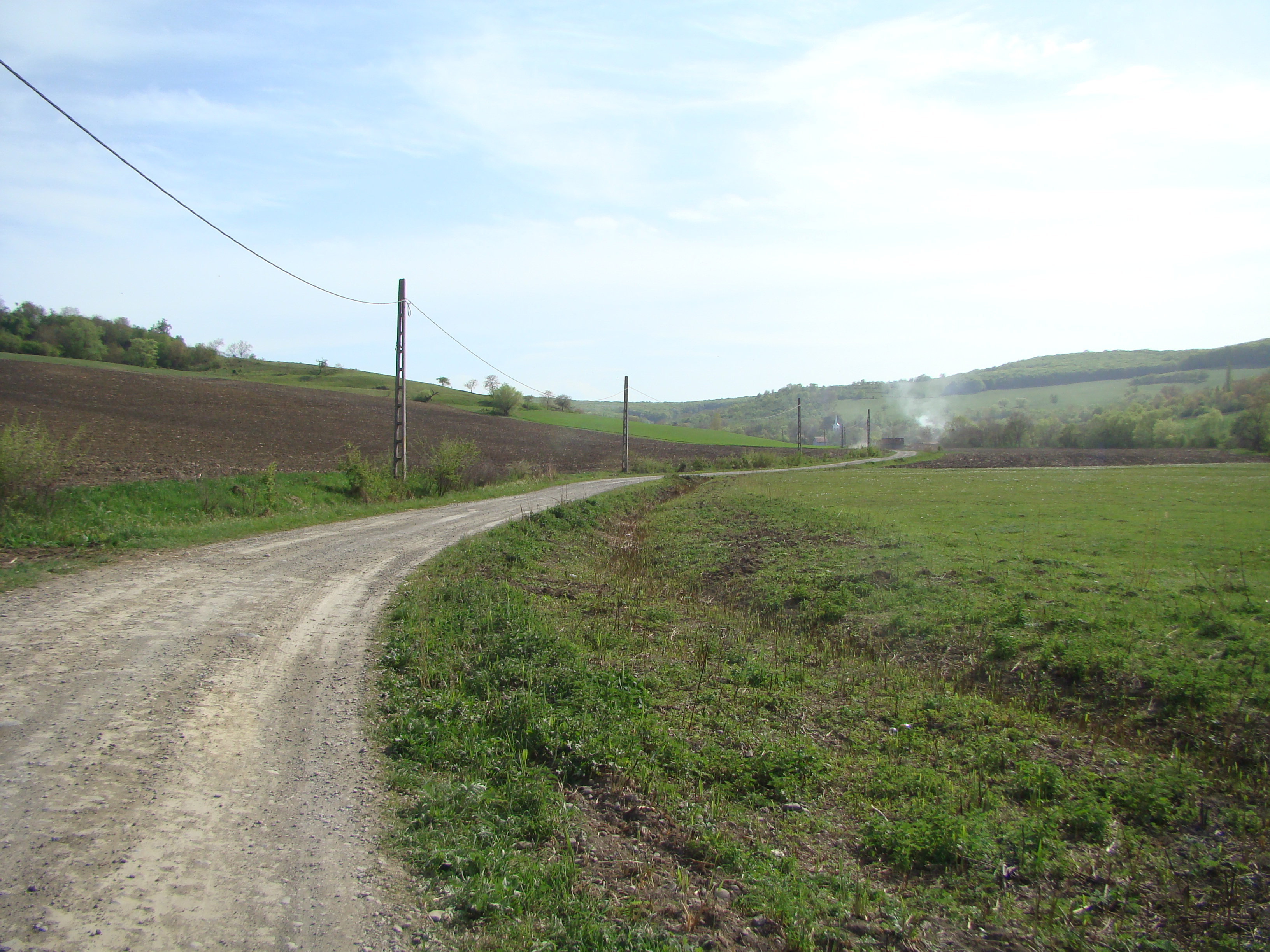
Drumul Gruișor-Corbești